# Mikołaj II (papież)
Mikołaj II (łac. Nicolaus II, właśc. Gerard z Burgundii; ur. ok. 1010 w Chevron, zm. 19 lub 26 lipca 1061 we Florencji) – papież w okresie od 6 grudnia 1058 do 19 lub 27 lipca 1061.

## Życiorys
Pochodził z Burgundii, z Château de Chevron we Francji (obecnie Mercury (Sabaudia)); przed wyborem był biskupem Florencji (od 1045).
Po śmierci Stefana IX (X) rzymskie stronnictwo arystokratyczne wybrało papieżem Benedykta X. Jednak reformatorzy, wierni przysiędze danej poprzedniemu papieżowi, nie zaakceptowali wyboru do czasu powrotu kardynała Hildebranda. Hildebrad, który nie chciał by papiestwo ponownie stało się narzędziem w rękach rzymskich rodów, zaproponował na Stolicę Piotrową biskupa Florencji, Gerharda. Po zapewnieniu zgody księcia Gotfryda i niemieckiego dworu, Gerard został wybrany 6 grudnia 1058 w Sienie Po wyborze przyjął imię Mikołaja II.
W roku 1059 odbył się synod w Sutri, który ogłosił nieważność wyboru Benedykta X, którego uznano jako antypapieża i 24 stycznia nastąpiła intronizacja Mikołaja II. Jego bliskimi przyjaciółmi i współpracownikami byli Humbert z Silva Candida i Piotr Damiani.

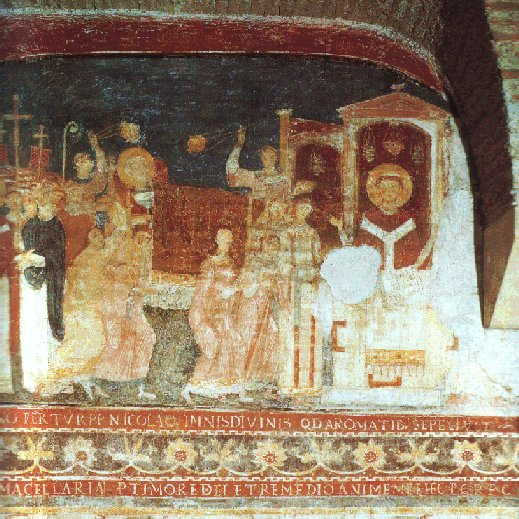
Papież Mikołaj II
(Fresk z klasztoru San Clemente)

13 kwietnia 1059 roku na synodzie laterańskim promulgował dekret In Nomine Domini, który ograniczył prawo wyboru papieża do kolegium kardynalskiego, a rola duchowieństwa i ludu rzymskiego została ograniczona tylko do akceptacji nowego papieża. Po śmierci papieża kardynałowie mieli utworzyć listę kandydatów na następcę zmarłego biskupa Rzymu – o to stanowisko mógł ubiegać się bądź członek kolegium kardynalskiego, bądź reprezentant duchowieństwa rzymskiego. Dopuszczalna też była możliwość wyboru nie-Rzymianina i poza stolicą. Po dokonanym wyborze nowy papież od razu otrzymywał pełnię władzy. Podczas wakatu Kościołem zarządzać mieli kardynałowie-biskupi. Dekret ten nie zakwestionował prawa cesarza do zatwierdzania nowego biskupa Rzymu, ale też to prawo uzależnione było od indywidualnego władcy. Miało być każdorazowo przyznawane i mogło być utracone na skutek ewentualnych nadużyć. 14 kwietnia 1059 roku, ustalił nowy regulamin wyborów papieskich, według którego elekcja miała się odbywać w zamkniętym gronie kardynałów (konklawe). Pozbawiło to cesarza możliwości wywierania wpływu na wybór papieża.
Podczas synodu w Melfi (23 sierpnia 1059) z udziałem Hildebranda i opata klasztoru Monte Cassino Dezyderiusza, w celu pozyskania silnych sprzymierzeńców i ugruntowania władzy w południowej Italii, nadał godność książęcą Robertowi Guiscardowi i Ryszardowi z Kapui.
Mikołaj II, jak jego poprzednicy, przeciwstawiał się małżeństwom księży i symonii. W celu przeciwstawienia się im, zwołał synody, którym przewodniczył w Rzymie w roku 1060 i 1061. Ograniczył też wpływ świeckich na zarządzanie dobrami kościelnymi. Papież ten w ramach reformy duchowieństwa usiłował przywrócić życie wspólnotowe księży posługujących przy katedrach. Dążył do zminimalizowania nadużyć i nieodpowiedzialnego przenoszenia prawa własności. Przeciwstawił się inwestyturze świeckiej, czyli nadawaniu godności kościelnych przez świecką władzę. Zakazał osobom duchownym w darze od osób świeckich przyjmować kościoły.
Za jego pontyfikatu przeprowadzono reformę prawa małżeńskiego. Wprowadzono możliwość otrzymania dyspensy od przeszkody małżeńskiej. Celem było zachowanie ważności małżeństwa. Przeszkody do jego ważnego zawarcia właściwie ograniczono do pokrewieństwa.
Biskupi niemieccy, na czele z arcybiskupem Kolonii, Annonem, uznali papieskie postanowienia dyscyplinarne za zbyt surowe, więc odrzucili je jako nieważne, tym samym zrywając jedność z papieżem. Mikołaj II zmarł we Florencji, nim zdążył na to zareagować. Został pochowany w Katedrze św. Reparaty.